# Choroedocus illustris
Choroedocus illustris är en insektsart som först beskrevs av Walker, F. 1870.  Choroedocus illustris ingår i släktet Choroedocus och familjen gräshoppor. Inga underarter finns listade i Catalogue of Life.